# Araçoiaba da Serra
Araçoiaba da Serra é um município do estado de São Paulo, no Brasil pertencente a Região Metropolitana de Sorocaba. Localiza-se a uma latitude 23º30'19" sul e a uma longitude 47º36'51" oeste, estando a uma altitude de 625 metros. Possui uma área de 255,305 km² e sua população, conforme estimativas do IBGE de 2021, era de 35 389 habitantes.

## Toponímia
O nome Araçoiaba é de origem tupi. Significa "manto de penas de guarás", pela junção de ûará (guará) e aso'îaba (manto indígena de penas).

## História
De ocupação inicial indígena, a região de Araçoiaba da Serra foi, desde meados do século XVI, percorrida por bandeirantes em busca de ouro. Nesse contexto, Afonso Sardinha e um grupo de pessoas instalaram-se, por volta de 1589, às margens do ribeirão Ipanema, no sopé da serra Araçoiaba, com o intuito de prosseguir com suas atividades exploratórias. Em lugar de ouro, Sardinha encontrou minério de ferro em grande quantidade.
Alguns mineradores construíram, então, um forno na margem do ribeirão para melhor explorar as jazidas, formando as bases de uma das primeiras fábricas de beneficiamento de ferro do país, a futura Fábrica de Ferro Ipanema. No início do século XVII, a fábrica passou a ser de propriedade de dom Francisco de Souza, administrador das Minas do Brasil e governador das Capitanias do Sul, ganhando importância e promovendo o desenvolvimento da povoação ainda incipiente. Essa boa fase da fábrica, porém, não durou muito tempo e, como consequência do abandono da fábrica, o povoado entrou em decadência. A situação começou a dar sinais de mudança no final do século XVIII quando, por iniciativa de João Manso Pereira, foram enviadas amostras dos produtos minerais extraídos do morro de Araçoiaba ao soberano português, que providenciou, então, a construção de nova fábrica.

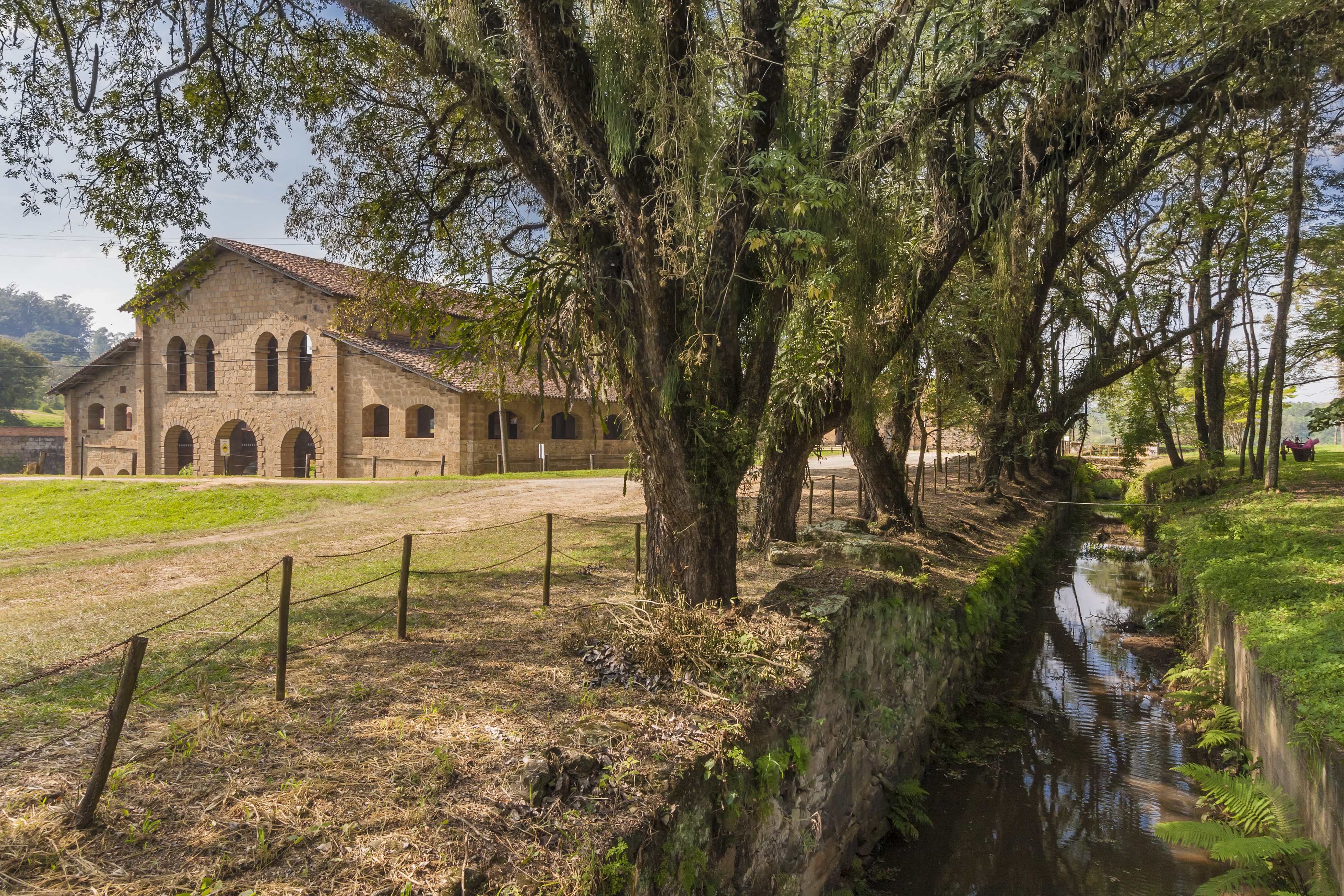
Antiga Real Fábrica de Ferro de Ipanema, que deu origem à cidade.

Para essa empreitada, foram contratados engenheiros prussianos, dentre os quais Friedrich Ludwig Wilhelm Varnhagen. Em 19 de agosto de 1817, diante da importância das atividades desenvolvidas pela fábrica, foi criada a capela da Fábrica Ipanema por meio de um alvará de dom João VI. Os moradores, proibidos de cortar madeiras e construir casas no terreno da fábrica, solicitaram a mudança da sede da paróquia para outro local. Dessa forma, em 20 de fevereiro de 1821 foi criada a freguesia do município de Sorocaba, no bairro de Campo Largo, um antigo pouso de tropeiros. A criação foi resultado de uma acordo feito entre o padre Gaspar Antonio Malheiros e o alferes Bernardino José de Barros sobre o local onde viria a funcionar a nova paróquia, que lhes valeu o título de fundadores de Araçoiaba da Serra.
O povoado passou, desde então, a se desenvolver naturalmente e passou a vila, com a denominação de "Campo Largo de Sorocaba", em 7 de abril de 1857. Muito tempo depois, em 3 de julho de 1934, o município foi reconduzido à condição de distrito e reincorporado a Sorocaba. Não tardou, porém, para que fosse transformado em município, em 5 de novembro de 1936. Até receber sua atual denominação, em 30 de novembro de 1944, havia passado por mais uma mudança, em 30 de novembro de 1938, quando recebeu o nome de Campo Largo.

## Geografia

### Limites
Norte: Iperó
Sul: Sarapuí e Salto de Pirapora
Leste: Sorocaba
Oeste: Capela do Alto.

### Hidrografia
- Rio Sorocaba
- Rio Sarapuí

### Rodovias
- SP-270 - Rodovia Raposo Tavares
- SP-141 - Tatuí- Capela do Alto (Rodovia Senador Laurindo Dias Minhoto)
- SP 268 - Rodovia Vereador João Antônio Nunes

## Infraestrutura

### Comunicações
O sistema de telefones automáticos foi inaugurado na cidade em 1978 pela Telecomunicações de São Paulo (TELESP), que também implantou o sistema de discagem direta à distância (DDD) em 1979 com o código de área (0152).
Na década de 90 o código DDD da cidade foi alterado para (015), para padronização do sistema telefônico com a telefonia celular que estava sendo implantada em todo o estado.

## Religião
O Cristianismo se faz presente na cidade da seguinte forma:

### Igreja Católica
- A igreja faz parte da Arquidiocese de Sorocaba.[12]

### Igrejas Evangélicas
- Assembleia de Deus Ministério do Belém.[13][14]
- Congregação Cristã no Brasil.[15]